# 髙橋直作

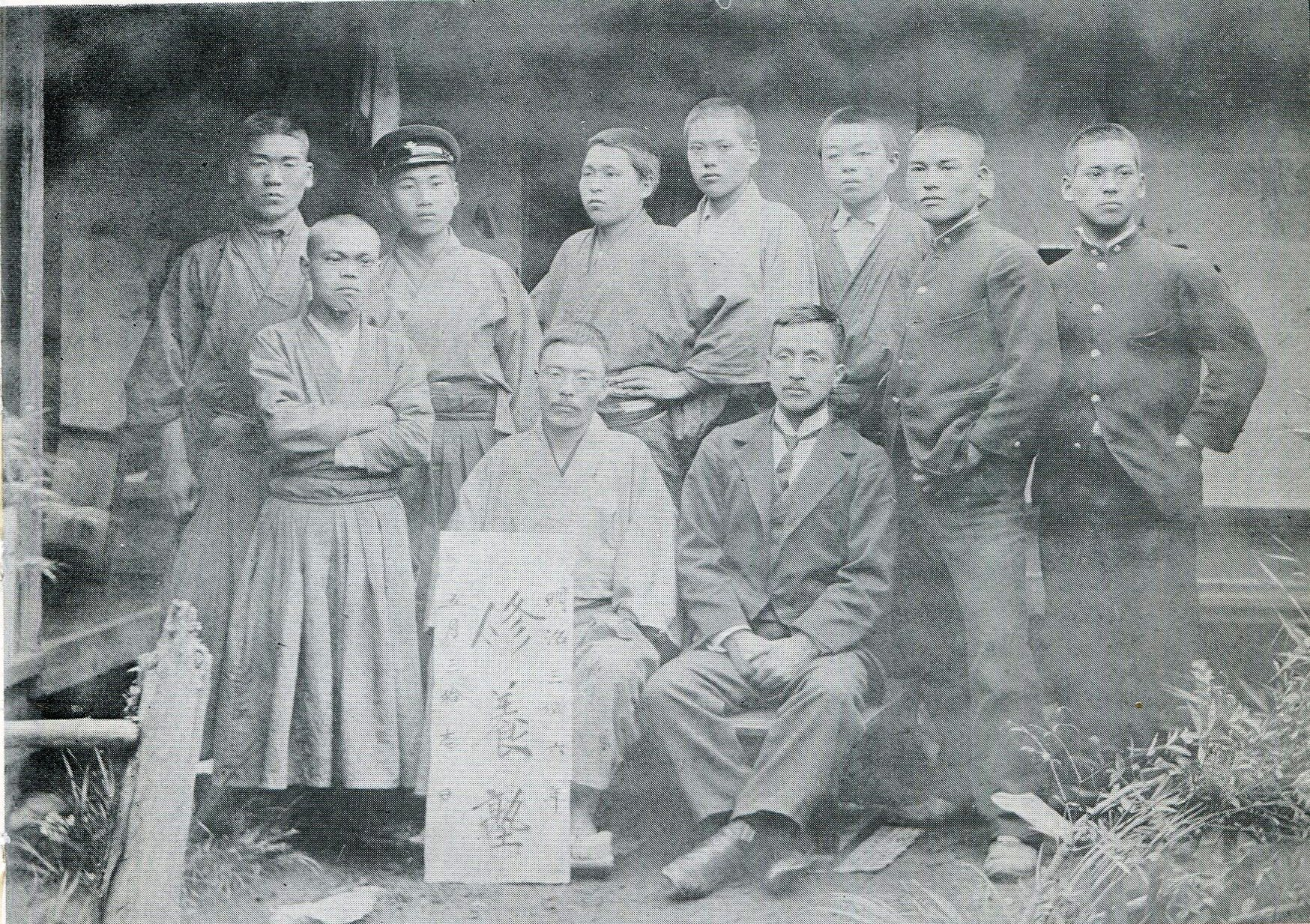
後列左から三人目、腰に手を置いているのが髙橋直作16歳、前列、中央洋服姿が、吉丸一昌30歳、1903年（明治36年）5月31日修養塾の庭にて

髙橋 直作（［別表記：高橋直作］たかはし なおさく、1886年（明治19年）7月25日 - 1976年（昭和51年）1月22日）は、救世軍士官、日本基督教団牧師、社会事業家、小説家。

## 生い立ち
現在の茨城県土浦市菅谷町に生まれる。父は山中文左衛門、母はこん。次男で出生名は山中直作。1900年、尋常小学校を経て、当時四年制の高等小学校を卒業。地元で漢学を学んだ後、1903年4月1日上京、上野の東京音楽学校 (旧制) 現在の東京藝術大学音楽学部教授吉丸一昌の設立した私塾「修養塾」に学ぶ。入塾間もない頃の写真が右の通り。
1905年8月新規営業の東京電気鉄道（「東京都電車」参照）に入社するも、翌1906年12月当時まだ千葉県佐倉にあった陸軍第1師団歩兵第2連隊に入営、1908年12月に除隊する。年が明けた1909年に小石川の博文館写真科に採用と同時に、社命により当時蔵前にあった東京高等工業学校補習科において結城林蔵教授の許で週3回の写真学講義に出席した。

## キリスト教（救世軍献身）
1906年4月24日、神田橋付近に存在した「和強楽堂」での救世軍山室軍平の学生集会に参加して求道の志を表明する。その後2年間の歩兵第2連隊勤務を経て、陸軍除隊後は博文館勤務のかたわら救世軍神田小隊に所属して信仰を深め、弓町本郷教会での海老名弾正の説教等にも接した。後述するように、この頃1914年4月4日、髙橋萬太郎の娘ヒデ（秀）と結婚し婿養子として髙橋姓となる。
この秀との死別を契機に献身を決意し、救世軍士官学校入学を申し出て受け入れられ、1918年救世軍軍属として本営出版部付となり、士官学校は1920年に卒業する（第15期生）。同年8月28日中尉任官。本営付士官として関東大震災（1923年）の救護活動に従事し、その後は浜松小隊、大阪小隊に勤務、1928年1月、北海道連隊長として札幌に赴任、伝道活動の前線に立った。1933年6月、関東連隊長として群馬県前橋に転勤。

## 社会事業

### 救世軍士官（教役者）として
もとより救世軍の宣教事業の中で社会福祉の占める位置は高いが、髙橋は修養塾の吉丸一昌を社会福祉・授産事業の最初の師と仰いでおり駒込の吉丸の持ち家の一つは髙橋に譲られ後に髙橋はその150坪の土地を日本基督教団に譲渡して社会事業に役立てているほど、社会事業に対する意識は高かった。そこで救世軍は髙橋を東京本営に戻し社会事業部に属す三河島の「努力館」主任としたのが1937年8月1日だった。
努力館は住むところのない勤労者の寄宿舎であったがアルコール依存症からの回復や禁酒運動にも従事する施設であった。ところが、1945年敗戦間近の4月25日、軍部からの強制疎開命令で閉鎖、建物は軍が解体して更地としてしまい活動を中止せざるをえなかった。救世軍での階級は中校（尉官と佐官の中間で連隊長職）に長く留まったが、1939年7月20日に少佐に昇進しそれが最終階級となった。

### 日本基督教団正教師（牧師）として
髙橋は戦後まで実質的には救世軍士官であったが救世軍は帝国軍部の命令で1940年「日本救世団」と改称。更に 日本救世団は宗教団体法に基づく教会合同によって翌年設立された日本基督教団に参加したため髙橋の身分も日本基督教団正教師となっていた。なお、救世軍は1948年に復活したが髙橋は日本基督教団の正教師に留まり新たな社会事業に取り組み、72歳で引退する1959年1月まで活躍した。引退の翌月も後述する大和市の「敬愛寮」移転地2,079坪（6,873平米）の畑地検分に関係者を案内している。

#### 目黒厚生寮の設立
髙橋は敗戦直後から上野の地下道等で野宿する男女の大人と子供の惨状に対処するため救護収容活動（「狩り込み」といった）を行っていたが、そのための収容施設がなく、東京都民政局厚生課に掛け合ったところ旧陸軍第17部隊の宿舎の一部を借用できることになった。かくして1946年1月25日、「東京都委託目黒厚生寮」を設立、1948年10月8日には昭和天皇が寮を訪問してその活動を視察している。なお、髙橋は厚生寮設立間もなく狩り込み活動を率先していたため発疹チフスに感染した。当時40歳以上では助からないと言われたが59歳の彼は幸いにも九死に一生を得ている。
この施設は、母子寮や若葉寮を併設していたが、現在は目黒区内にある駒場苑、白寿荘、氷川ホーム3施設を経営する社会福祉法人愛隣会として継続している。髙橋が「愛隣会」の法人化を進めて72歳の引退時は自ら理事であった。

#### 老人ホーム敬愛寮の設立
1949年になると、日本近代社会事業の先駆者であり社会事業史の学者でもあった生江孝之を委員長として日本最初の有料老人ホームの設立を計画、翌1950年5月24日、約500坪の大田区大森山王の旧男爵邸を取得、同8月18日から入居を開始した。82歳の生江が寮長、64歳の髙橋が主事として実務を担当した。しかし、500坪の一軒家では次第に手狭になり、敬愛寮は10年後の1959年に神奈川県大和市に約4倍の畑地を購入、翌1960年7月に移転した。この3年前に生江は没し、髙橋は前年1月に新土地購入を見届けて寮長の職を72歳で辞していた。
この施設は髙橋が寮長の時代に生江を初代理事長として1954年に社会福祉法人「敬愛寮」として認可された。その後は、社会福祉法人敬愛会「敬愛の園」として現在も大和市福田に存在する。

## 私生活
1914年4月4日、髙橋萬太郎の娘ヒデと結婚、姓を山中から髙橋とする。妻ヒデと死別するも生涯髙橋を名乗った。このことが救世軍で献身する動機となっている。救世軍士官時代に、救世軍同僚の水品ゆきの（父：和次郎、母：ゆき）と1918年に再婚、9人の成人した子（男4人、女5人）を持った。
子供たちのうち長男と五女はGHQの支援で旧厚生省が国費で1958年に設立した私立日本社会事業大学研究科（学士号所持者のコース、長男は東京帝国大学法学士、五女は青山学院大学文学士）でそれぞれ1年間学び父髙橋の事業を助けた。なお、この2子はその後渡米する。他に、後に東京都立駒込病院外科部長となった次男は医師として、四女は栄養士として父髙橋の事業に協力している。
髙橋は妻ゆきのと共に晩年は埼玉県新座市で余生を過ごすがカリフォルニア州ロサンゼルス市で弁護士となった長男の許で半年滞在したことがある。72歳で日本基督教団正教師（牧師）は退いたが生涯キリスト教徒として種々の福祉に携わっていた。1976年1月22日、滞在先の愛媛県松山市にて89歳で没した。

## 著作（論文以外は筆名「高橋真美」）
- 小説　高橋真美『悲しみの裡より』（東京：警醒社、1918年）
- 論文　高橋直作「士官の健康問題」『救世軍士官雑誌』22巻（1933年）：p282－287（東京：救世軍出版及供給部刊）
- 小説　高橋真美『改訂・増補　悲しみの裡より』（東京：待晨堂、1971年）
- 自伝　高橋真美『私の新約　八十八年の生涯』（東京：髙橋勇　私家版、1973年）

（なお、『救世軍士官雑誌』に「高橋中校」名の論文が複数あるが「高橋直作」であるかどうかは不明。中校は将校の階級で尉官の上、佐官の下。）